# 劉世明
劉 世明（りゅう せいめい、生年不詳 - 541年）は、中国の南北朝時代の官僚。字は伯楚。本貫は彭城郡彭城県叢亭里。

## 経歴
劉僧利の子として生まれた。北魏に仕えて、奉朝請から蘭陵郡太守・彭城国内史に転じた。正光6年（525年）、徐州刺史元法僧が反乱を起こすと、世明は南朝梁に送られた。梁の武帝は世明に封爵を加えようとしたが、世明は固辞して受けなかった。世明はたびたび帰国を願い出て、武帝に許された。帰国すると、孝明帝に召し出されて、諫議大夫となった。
孝荘帝の末年、世明は征虜将軍・南兗州刺史に任じられた。中興元年（531年）、城民の王乞徳が世明に迫って、南兗州ごと梁に帰順させた。武帝は南兗州を譙州と改め、世明をその刺史とした。武帝は世明を開国県侯に封じ、征西大将軍・郢州刺史に任じ、儀同三司の位を加えたが、世明はやはり受けず、帰国を強く請願した。武帝は世明の意が固いのをみて、自ら楽遊苑で餞別した。
世明は帰国すると、郷里に帰って再び入朝せず、狩猟を楽しむ生活を送った。興和3年（541年）、家で死去した。驃騎大将軍・儀同三司・徐州刺史の位を追贈された。
子の劉禕は、武定末年に冠軍将軍・中散大夫の位を受けた。

## 伝記資料
- 『魏書』巻55 列伝第43